# Sorry (chanson de Beyoncé)
Pour les articles homonymes, voir Sorry.
Singles de Beyoncé
Formation
(2016) Hold Up
(2016)
Sorry est une chanson de la chanteuse américaine Beyoncé. C'est le deuxième single de l'album Lemonade, sorti en 2016.